# Lagartixa-da-madeira
Teira dugesii, comummente conhecida como lagartixa-da-madeira, é uma espécie de pequeno lagarto pertencente à família Lacertidae. Trata-se de uma espécie endémica do arquipélago da Madeira, onde ocorre de forma abundante. Apesar de também existirem algumas populações nas ilhas dos Açores, estes exemplares serão descendentes de animais introduzidos acidentalmente durante o século XIX por navios que faziam a rota entre os dois arquipélagos, nunca atingindo os números populacionais que atinge no seu território de origem. Existe ainda uma pequena população na zona portuária de Lisboa, provavelmente transportada acidentalmente nos navios de transporte de banana, e detectada pela primeira vez em 1992, tendo um estudo de 2001 verificado que a população tem se mantido estável em tamanho desde a sua descoberta.

## Sistemática
A sua classificação sistemática é ainda alvo de controvérsia sendo que actualmente a espécie pode ser referida como fazendo parte dos géneros Teira, Podarcis ou Lacerta, sendo este último o mais utilizado em publicações científicas. O nome específico homenageia o zoólogo francês Antoine Louis Dugès. Esta espécie pode ser dividida em três subespécies:
- L. d. dugesii (Milne-Edwards, 1829) - que ocorre nas ilhas da Madeira e Desertas (Deserta Grande, Ilhéu Chão e Bugio). As populações introduzidas nos Açores e Lisboa pertencem a esta subespécie.[3]
- L. d. jogeri (Bischoff, Osenegg & Mayer, 1989) - que ocorre na ilha do Porto Santo.
- L. d. selvagensis (Bischoff, Osenegg & Mayer, 1989) - que ocorre nas ilhas Selvagens. Ainda não é claro se esta população não terá sido introduzida pelo homem nestas ilhas.

## Características

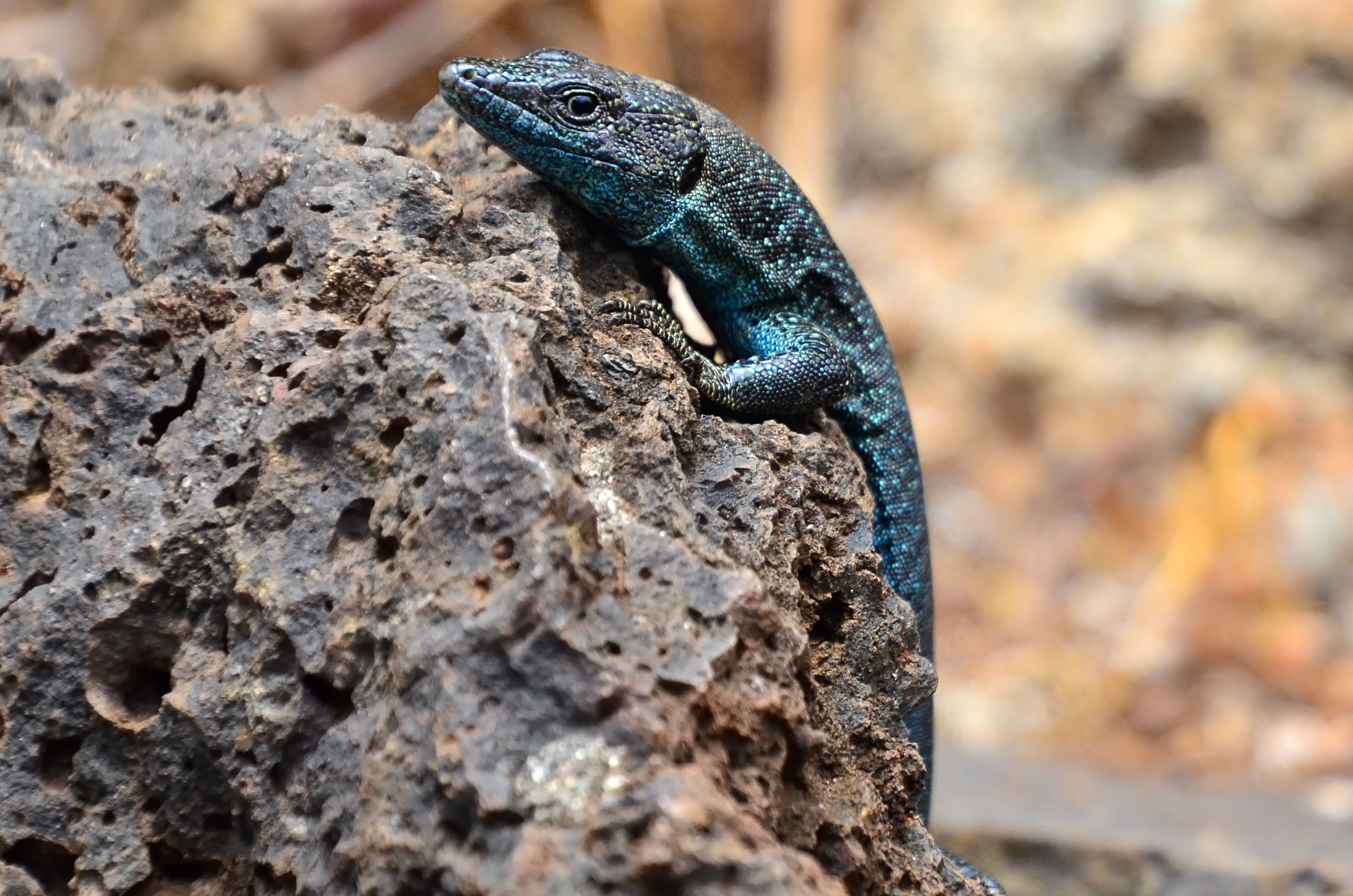
Exemplar com tons azuis

Trata-se de um lagarto que pode atingir os 20 cm de comprimento, apesar dos adultos terem, normalmente, entre 10 a 15 cm. A sua cor pode variar entre o castanho claro ao cinzento escuro, com alguns exemplares (normalmente machos) a poderem apresentar cores iridescentes, como o verde, azul e violeta. Os machos podem ser facilmente distinguidos das fêmeas devido à presença de uma prega nupcial de cor amarela na parte inferior da suas patas traseiras. Como todos os lacertídeos, possui a capacidade de destacar a sua cauda se se sentir em perigo, servindo o rabo solto, que se contorce energicamente, de distracção para os predadores, permitindo a fuga do animal. A cauda volta a crescer novamente, ocorrendo por vezes o fenómeno de um destes animais acabar por possuir duas caudas, quando a cauda antiga não é completamente seccionada.
As lagartixas-da-madeira, ao contrário das suas congéneres continentais, são mais dóceis, podendo ser manipuladas com facilidade. Esta é uma característica provavelmente desenvolvida durante a sua evolução num território sem predadores terrestres, o que faz com estes seres também se aproximem dos seres humanos em busca de uma refeição grátis.

## Dieta
Apesar de ser uma espécie essencialmente insectívora, frutos maduros e bagas (em especial amoras-silvestres) também fazem parte da sua dieta. Com a descoberta do arquipélago e posterior colonização, as lagartixas aproveitaram a oportunidade e passaram a incluir na sua dieta restos de alimentos e frutos de cultivo, sendo considerada, por vezes, uma praga de várias culturas, como as uvas e as frutícolas.

## Distribuição e habitat
A lagartixa-da-madeira é muito abundante na Madeira, sendo o único réptil nativo do território (com a excepção da osga-das-selvagens, que neste arquipélago ocorre apenas nas ilhas Selvagens). No entanto, com a globalização do comércio, outros répteis têm surgido na ilha, desde cobras (em especial cobras-arborícolas que são transportadas com os carregamentos de madeiras tropicais e pitons que são procuradas como animais de estimação e depois abandonadas quando crescem demasiado) a camaleões, lagartos e osgas. No entanto, nenhuma destas espécies parece conseguir formar uma população naturalizada permanente, provavelmente devido à escassez de alimento apropriado ou a condições climáticas adversas. A excepção parece ser a osga-comum, que parece ter estabelecido uma população naturalizada nas zonas de baixa altitude da costa sul da ilha da Madeira, nomeadamente na baixa do Funchal e Caniço de Baixo.
A lagartixa-da-madeira está presente em praticamente todos os tipos de habitats terrestres do arquipélago, desde a costa até às montanhas mais altas, passando por áreas urbanas, áreas rurais, jardins, pastagens, praias de calhau e de areia, etc. A sua ocorrência no interior de florestas densas (floresta temperada, floresta mediterrânica) circunscreve-se a zonas de clareira ou levadas, onde a luz do sol penetra.